# Toulonjac
Toulonjac é uma comuna francesa na região administrativa de Occitânia, no departamento de Aveyron. Estende-se por uma área de 7,25 km². Em 2010 a comuna tinha 767 habitantes (densidade: 105,8 hab./km²).